# Ankistroxenus minutus
Ankistroxenus minutus är en mångfotingart som beskrevs av Carl Graf Attems 1907. Ankistroxenus minutus ingår i släktet Ankistroxenus och familjen penseldubbelfotingar. Inga underarter finns listade i Catalogue of Life.